# Tillandsia matudae
Tillandsia matudae är en gräsväxtart som beskrevs av Lyman Bradford Smith. Tillandsia matudae ingår i släktet Tillandsia och familjen Bromeliaceae. Inga underarter finns listade i Catalogue of Life.